# Axel Esbensen
Axel Esbensen (* 1878 in Dänemark; † 1. Januar 1923 in Stockholm) war ein dänischer Filmarchitekt und der führende Szenenbildner in der Blütezeit des schwedischen Kinos.

## Leben und Wirken
Der Kaufmannssohn wählte zunächst den Beruf seines Vaters und wurde 1907 von der schwedischen Warenhauskette Nordiska Kompaniet in Stockholm als Verkaufsassistent eingestellt. Von Mitte April 1909 bis Ende November 1915 diente Esbensen dort als Dolmetscher für Deutsch, Englisch und Französisch. Anschließend erhielt er von der Produktionsgesellschaft AB Svenska Biografteatern eine Anstellung als Filmarchitekt.
In den folgenden sechs Jahren gestaltete Esbensen die Kulissen zu einer Fülle schwedischer Stummfilme, darunter mehrere Klassiker. Seine besten Raumentwürfe gestaltete der Däne für die Inszenierungen der führenden Filmregisseure des Landes seiner Zeit, Mauritz Stiller und Victor Sjöström (Terje Vigen, Der Fuhrmann des Todes). Bei Stillers Meisterwerk Herrn Arnes Schatz entwarf Esbensen 1919 die Kostüme und diente obendrein als Requisiteur. Esbensen verübte am Neujahrstag 1923 Selbstmord; dieser Tat vorausgegangen war ein heftiger Streit mit Stiller auf einer Silvesterfeier.

## Filme
Filmbauten, wenn nicht anders angegeben
| - 1916: Politik och brott - 1916: Therese - 1916: Tintenteufelchen (Kärlek och journalistik) - 1916: Ikarus (Vingarne) (auch Drehbuch) - 1916: Polnisch Blut (Balettprimadonnan) - 1916: Der Todeskuß (Dödskyssen) - 1916: Terje Vigen - 1917: Das Mädchen vom Moorhof (Tösen från Stormyrtorpet) - 1917: Verlobungsschmerzen (Thomas Graals bästa film) - 1917: Alexander den store - 1918: Berg-Eyvind und sein Weib (Berg-Ejvind och hans hustru) - 1918: Ehefreuden (Thomas Graals bästa barn) - 1918: Das Lied von der feuerroten Blume (Sängen om dem eldröda blomman) - 1918: Abseits von den Wegen der Menschen (Ingmarssönerna I + II) - 1919: Dunungen | - 1919: Das Geheimnis des Klosters (Klostret i Sendomir) - 1919: Die Karin vom Ingmarshof (Karin Ingmarsdotter) - 1919: Herrn Arnes Schatz (nur Ausstattung und Kostüme) - 1919: Fiskebyn - 1920: Der Fuhrmann des Todes - 1920: Ich gab dich zum Pfande (Mästerman) (auch Kostüme) - 1920: Erotikon (Erotikon) - 1920: Carolina Rediviva - 1920: Schweres Blut (Johan) - 1921: En vildfågel - 1921: Die Landesflüchtigen (De landsflyktige) - 1922: Die Feuerprobe (Vem dömer) (auch Kostüme) - 1922: Flammende Herzen (Det omringade huset) - 1922: Feuer an Bord (Eld ombord) - 1922: Herrenhofsaga (Gunnar Hedes saga) |